# Xylocopa gressitti
Xylocopa gressitti är en biart som beskrevs av Maurits Anne Lieftinck 1957. Xylocopa gressitti ingår i släktet snickarbin, och familjen långtungebin. Inga underarter finns listade i Catalogue of Life.